# أراي كينتارو
أراي كينتارو هو سياسي ياباني، ولد في 29 يناير 1863 في نييغاتا في اليابان، وتوفي في 29 يناير 1938. انتخب member of the House of Peers ‏.